# Dohna (stad)
Dohna är en stad i Landkreis Sächsische Schweiz-Osterzgebirge i förbundslandet Sachsen i Tyskland. Staden har cirka 6 300 invånare.
Staden ingår i förvaltningsområdet Dohna-Müglitztal tillsammans med kommunen Müglitztal.